# Uncivilized
Uncivilized ist eine deutsche Anthologie-Dramaserie, die 2024 erstmals in der ZDFmediathek ausgestrahlt wurde. Die Serie thematisiert den Einfluss globaler Ereignisse und Schlagzeilen auf das Leben postmigrantischer Menschen in Deutschland und setzt sich kritisch mit Themen wie Alltagsrassismus, Identität und gesellschaftlichen Konflikten auseinander.

## Handlung
Die Serie besteht aus fünf Folgen, die jeweils eigenständige Geschichten erzählen, die sechste Folge ist eine Dokumentation. Im Mittelpunkt stehen Personen und Familien mit postmigrantischem Hintergrund, die in Deutschland leben und deren Alltag durch bedeutende historische und aktuelle Ereignisse beeinflusst wird. Zu den behandelten Themen gehören unter anderem die Anschläge vom 11. September 2001, der Angriff auf das Satiremagazin Charlie Hebdo und der Krieg in der Ukraine. Jede Folge beleuchtet, wie diese Ereignisse Vorurteile und Konflikte in der deutschen Gesellschaft verstärken können.

## Produktion
Die Serie wurde von Bilal Bahadır geschrieben und inszeniert, der neben dem Produzenten der Serie Çağdaş Eren Yüksel auch als Showrunner fungierte. Bei der Produktion wurde besonderer Wert auf Authentizität gelegt; die Geschichten beruhen auf realen Erfahrungen und Berichten. Die Dreharbeiten fanden in verschiedenen deutschen Städten wie Köln, Mönchengladbach und Stuttgart statt, um die Vielfalt der Schauplätze und kulturellen Hintergründe zu unterstreichen.

## Besetzung
| Rollenname | Schauspieler        | Folge | Folgenname               |
| ---------- | ------------------- | ----- | ------------------------ |
| Can        | Mücahit Altun       | 1     | Hanau                    |
| Dominik    | Angelo Alabiso      | 1     | Hanau                    |
| Yasin      | Mert Dinçer         | 1     | Hanau                    |
| Berkan     | Dennis Kharazmi     | 1     | Hanau                    |
| Carla      | Franziska Machens   | 2     | Ukraine                  |
| Eren       | Şahin Eryılmaz      | 2     | Ukraine                  |
| Basti      | Nikolai Meierjohann | 2     | Ukraine                  |
| Dilara     | Jovana Jović        | 2     | Ukraine                  |
| Sahra      | Seyneb Saleh        | 3     | Nine Eleven              |
| Ahmad      | Rasmi Nasrallah     | 3     | Nine Eleven              |
| Frau Port  | Marie Burchard      | 3     | Nine Eleven              |
| Frau Huber | Sabine Urban        | 3     | Nine Eleven              |
| Kenan      | Aram Arami          | 4     | Charlie Hebdo            |
| Sascha     | Patrick Phul        | 4     | Charlie Hebdo            |
| Momo       | Fatih Hatipoğlu     | 4     | Charlie Hebdo            |
| Başak      | Sümeyra Yılmaz      | 4     | Charlie Hebdo            |
| Yasemin    | Yasemin Çetinkaya   | 5     | Stuttgarter Krawallnacht |
| Zeyhun     | Zejhun Demirov      | 5     | Stuttgarter Krawallnacht |
| Matthias   | Moritz Heidelbach   | 5     | Stuttgarter Krawallnacht |
| Jens       | Moritz Vierboom     | 5     | Stuttgarter Krawallnacht |

## Veröffentlichung
Premiere war im Oktober 2024 beim Filmfestival Cologne. Alle sechs Folgen waren ab November 2024 in der ZDF-Mediathek verfügbar und wurden zusätzlich im Fernsehen im ZDF ausgestrahlt.

## Auszeichnungen
- Grimme-Preis in der Kategorie Fiktion.[2]
- CIVIS – Europas Medienpreis für Migration, Integration und kulturelle Vielfalt in der Kategorie Video Award und Top Award[3]
- Integrationspreis der Insel Norderney beim Internationalen Filmfest Emden Norderney[4]